# GAZ-66
GAZ-66 er et russisk firehjulstrukken militært transportkøretøj, produceret af fabrikken GAZ. GAZ-66 var det vigtigste transportkøretøj til motoriseret infanteri i Den Røde Hær og bruges fortsat i flere tidligere sovjetstater. GAZ-66 har fået kælenavnet shishiga (шишига) efter et russisk mytologisk hunvæsen.
GAZ-66 er kendt for dens ekstreme pålidelighed, dens enkel design og gode terrænegenskaber. Dette sammen med standardudstyr som frontmonteret spil, centralt dæktryksystem og selvlåsende differentialer har gjort den særdeles populær mange steder i verden, til både militær og civil brug.